# Taxi (album Roberta M)
Taxi – piąty album polskiego DJ-a i producenta muzycznego Roberta M. Wydawnictwo ukazało się 29 czerwca 2009 roku nakładem wytwórni muzycznej Sony Music Entertainment Poland. Gościnnie w nagraniach wzięli udział m.in. Sokół, Marysia Starosta, Dirty Rush, Stephen Pickup, Jędker, Blady Kris oraz DJ Deszczu Strugi.

## Lista utworów
Opracowano na podstawie materiału źródłowego.
1. „Taxi Intro” (gościnnie: Taksówkarz Raś, produkcja: Robert M)
2. „Chciałbym tu” (gościnnie: Sokół, Marysia Starosta, produkcja: Robert M)
3. „Pomaluj mój świat” (produkcja: Robert M)
4. „Nothing Without You” (gościnnie: Dirty Rush, Stephen Pickup, produkcja: Konrad Grela, Robert M)
5. „You're Not Alone” (gościnnie: Alex Martello, produkcja: Alex Martello, Robert M)
6. „Rewind” (gościnnie: Stephen Pickup, Kasiarzyna, produkcja: Robert M)
7. „Free” (gościnnie: Dirty Rush, produkcja: Konrad Grela, Robert M)
8. „Start Again” (gościnnie: Bio, Punk Pres. For The Kids, produkcja: Konrad Grela, Robert M)
9. „Every Single Day” (gościnnie: Alex Martello, Alicja K., produkcja: Alex Martello, Robert M)
10. „Paris” (gościnnie: Yoann Feynman, produkcja: Robert M, Yoann Feynman)
11. „New Feeling” (produkcja: Robert M)
12. „Jak byłem w klubie...” (gościnnie: Ala, Falbanka, produkcja: Robert M)
13. „Room 445” (gościnnie: Falko Richtberg, Chicko Chiquita, Hoffman, Małgosia, produkcja: Chico Chiquita, Falko Richtberg, Robert M)
14. „Latino” (gościnnie: Pres. DJ Barillo, produkcja: Robert M)
15. „Red Club” (gościnnie: Monomotion, produkcja: Robert M)
16. „Relax” (produkcja: Robert M)
17. „Jak mam żyć?” (gościnnie: Czarny HIFI, Jędker, Blady Kris, DJ Deszczu Strugi, produkcja: Robert M)
18. „Taxi Outro” (gościnnie: Taksówkarz Raś, produkcja: Robert M)